# فهد بن عبد الرحمن بن فيصل آل سعود
 فهد بن عبد الرحمن بن فيصل آل سعود  ولد في مدينة  الرياض  يوم (14 شوال 1276هـ  -  6 مايو 1871) اسم الأب عبد الرحمن بن فيصل بن تركي آل سعود  اسم الأم  سارة بنت أحمد السديري وهو أخ للملك عبد العزيز تعلّم في مدينة الرياض القرآن الكريم و السنة النبوية  توفي في مدينة  الرياض ودُفن في مقبرة العود يوم (16 جمادى أول 1363هـ  -  9 مايو 1944)  .

## الولادة
ولد في مدينة  الرياض  يوم  6 مايو 1871  .

## وفاته
توفي الأمير فهد بن عبد الرحمن بن فيصل آل سعود في يوم الخميس 12 جمادى الأولى 1363هـ الموافق 9 مايو 1944 وتم دفنه في مقبرة العود في مدينة الرياض.

## أخوانه
- الأمير  فيصل بن عبد الرحمن بن فيصل آل سعود
- الأمير  خالد بن عبدالرحمن بن فيصل آل سعود
- الملك  عبد العزيز بن عبدالرحمن بن فيصل آل سعود
- الأمير  محمد بن عبدالرحمن بن فيصل آل سعود
- الأمير  سعد الأول بن عبدالرحمن بن فيصل آل سعود
- الأمير  عبدالله بن عبدالرحمن بن فيصل آل سعود
- الأمير  عبدالمحسن بن عبدالرحمن بن فيصل آل سعود
- الأمير  سعود بن عبدالرحمن بن فيصل آل سعود
- الأمير  أحمد بن عبدالرحمن بن فيصل آل سعود
- الأمير  مساعد بن عبدالرحمن بن فيصل آل سعود
- الأمير  سعد الثاني بن عبدالرحمن بن فيصل آل سعود

## زوجته
- عائشة بنت صالح بن سعيد آل حمد

## أبنائه
- الأمير  سعود بن فهد بن عبد الرحمن آل سعود
- الأمير  مساعد بن فهد بن عبد الرحمن آل سعود
- الأمير  أحمد بن فهد بن عبد الرحمن آل سعودوالامير خالد بن فهد بن عبد الرحمن ال سعود والامير عبد الله بن فهد بن عبد الرحمن ال سعود الأمير عبد الرحمن بن فهد بن عبد الرحمن ال سعود الأمير سعد بن فهد بن عبد الرحمن ال سعود الأمير عبد العزيز بن فهد بن عبد الرحمن ال سعود الأمير فيصل بن فهد بن عبد الرحمن ال سعود الأمير نواف بن فهد بن عبد الرحمن ال سعود الأمير محمد بن فهد بن عبد الرحمن ال سعود الأمير حسين بن فهد بن عبد الرحمن ال سعود الأمير ماجد ابن فهد بن عبد الرحمن ال سعود